# Peremoha (obwód dniepropetrowski)
Peremoha (ukr. Перемога) – wieś na Ukrainie, w obwodzie dniepropetrowskim, w rejonie dnieprzańskim, w hromadzie Pidhorodne. W 2001 liczyła 341 mieszkańców, spośród których 321 wskazało jako ojczysty język ukraiński, a 20 rosyjski.